# Лялинци
Лялинци е село в Западна България. То се намира в община Трън, област Перник. Точното наименование на местен диалект е Ля`линци. Старите наименования на селището са Лелинци, Лялинции Лалинче.

## Географско положение
Село Лялинци се намира в уширението на Лялинската река между планините Стража и Любаш. Надморската му височина е 920 m и е на 16 km югоизточно от град Трън и на 64 km от София. Селото се разполага по североизточните склонове на Любаш и югоизточните на Големи връх от Стража планина и местностите на изток от тях до р. Ябланица.

## История
Землището на с. Лялинци е обитавано от човека още през древността. Тук се намират няколко археологически обекта. Праисторическо селище е имало на връх Любаш. На най-високата част на върха се намират фрагменти от праисторическа керамика. Тук е намерена каменна брадва от неолитната епоха. Разкрита е крепостна стена с приблизителна дебелина 2 m, която обхваща крепост с около 170х100 m. Антично селище е имало в местността „Търговища“, намерени са строителни материали, керамика и монети. В местността „Градището“ на връх Любаш има останки от късноантично селище, намерени са плочи с надписи, тухли и монети.
В стари записи селото е отбелязвано по следните начини: Лелинци в 1446 г., Лялинци в 1455 г.; Лалинче в 1624 г.; Лялинци в 1878 г. В съкратен регистър на Пиротския кадилък от 1530 година Лалинче е отбелязано като село с 37 домакинства и 8 неженени жители. Други 9 домакинства са войнушки, част от джемаата на Драйко, син на Радошин от село Секириче.
Във войните за национално обединение 1912 – 1918 г. загиват 28 жители на Лялинци.

## Социален и стопански живот
През 1913 година в Лялинци е основана земеделска кооперация „Любаш“. Към 1935 г. тя има 77 члена. През 1955 година е основано ТКЗС, което просъществува до 1992 година.
В 1921 г. в Лялинци е открита прогимназия, чиято сграда е построена през 1927 година. През същата година от местни учители е основано и читалището „Момина могила“.

## Население
През 1985 година Лялинци има 93 жители.

## Културни забележителности
Средновековната черква „Св. Никола“ е изградена не по-късно от XVI в. Първоначално е била построена в местността „Своге“, на западния склон на Любаш, на около 1 km от селото. По-късно е пренесена камък по камък в селото. По време на османската власт тя е била зарита под земята, за да бъде запазена и е възстановена през 1870 г. Църквата „Св.
Никола“ е добре реставрирана и поддържана, и представлява добър пример на църковното строителство през средновековието по тези земи. През 2018 г. църквата е обявена за паметник на културата с национално значение.
- Надпис
- Изглед на църквата
- Църквата в Лялинци
- Кръст в двора
- Поглед от задната страна

В селото всяка година през август се провежда църковен курбан.
В планината Любаш в местността „Кокошиняк“ се намира голям кръст.
На най-високата част на в. Любаш се намират фрагменти от праисторическа керамика. Разкрита е крепостна стена с приблизителна дебелина 2 m, която обхваща площ с около 170х100 m. В днешно време стената се наблюдава под вал.
В центъра на селото се намира плоча в памет на загиналите лялинчани през войните.

## Природни забележителности
Обособен е микрорезерват в землището на селото заради растението паничиево секирче. То е изключително рядко в световен мащаб и заема място в Червената книга. Открито е в България през 1903 г., след което изчезва и е намерено отново през 1998 г. В Сърбия вече е изцяло изчезнало. Защитената територия е около 70 декара.
Язовир Лялинци е най-големият язовир в района и е разположен на площ от 580 дка с прилежащите му терени. Язовирът е зарибен с шаран, каракуда, толстолоп, амур, червеноперка и др, и предлага спокойствие, незабравима почивка и наслада от невероятен риболов сред уникална и живописна природа.
Лялинската река извира от западните недра на Любаш, събира водите на няколко малки притока, протича през селото и заедно с р. Кривоноска образуват р. Ябланица.
Край селото има изобилие на билки, малини, гъби, диви ягоди и др.

## Други
В началото на трудовата си кариера именитата певица Гюрга Пинджурова учителства в Лялинци.